# Discoglossus pictus
Espèce
Synonymes
- Colodactylus coerulescens Tschudi, 1845
- Discoglossus algirus Lataste, 1879
- Discoglossus pictus var. vittata Camerano, 1884 "1883"
- Discoglossus pictus var. ocellata Camerano, 1884 "1883"
- Discoglossus auritus Herón-Royer, 1888

Statut de conservation UICN

 LC  : Préoccupation mineure
Le Discoglosse peint (Discoglossus pictus) est une espèce d'amphibiens de la famille des Alytidae.

## Répartition

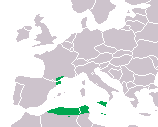
Distribution

Cette espèce se rencontre en Tunisie, en Algérie, en Sicile et à Malte.
Elle a été introduite en Espagne et en France.

## Taxinomie
Deux sous-espèces sont reconnues par l'UICN :
- Discoglossus pictus auritus Herón-Royer, 1888 de Tunisie et Algérie
- Discoglossus pictus pictus Otth, 1837 de Sicile et Malte.

## Publications originales
- Otth, 1837 : Beschreibung einer neuen europäischen Froschgattung, Discoglossus. Neue Denkschriften der Allgemeinen Schweizerischen Gesellschaft für die Gesammten Naturwissenschaften, vol. 1, p. 1-8 (texte intégral).
- Herón-Royer, 1888 : Essai sur la transmission de la coloration chez les batraciens anoures. Bulletin de la Société Zoologique de France, vol. 13, p. 205-206 (texte intégral).